# Spartaeini
Spartaeini è una tribù di ragni appartenente alla sottofamiglia Spartaeinae della famiglia Salticidae dell'ordine Araneae della classe Arachnida.

## Distribuzione
I 13 generi oggi noti di questa tribù sono pressoché cosmopoliti, ad eccezione di Europa, America settentrionale e America centrale, dove non sono stati rinvenuti esemplari.

## Tassonomia
A giugno 2011, gli aracnologi riconoscono 13 generi appartenenti a questa tribù:
- Araneotanna Özdikmen & Kury, 2006[3] — Nuove Ebridi (1 specie)
- Brettus Thorell, 1895 — Asia meridionale, Madagascar (6 specie)
- Lapsias Simon, 1900 — Venezuela, Guyana (6 specie)
- Meleon Wanless, 1984 — Africa, Madagascar (5 specie)
- Mintonia Wanless, 1984 — Giappone, dalla Malaysia all'Indonesia (10 specie)
- Neobrettus Wanless, 1984 — Bhutan, dal Vietnam all'Indonesia (5 specie)
- Portia Karsch, 1878 — Asia, Africa, Madagascar, Australia (17 specie)
- Sparbambus Zhang, Woon & Li, 2006 — Malaysia (1 specie)
- Spartaeus Thorell, 1891 — Asia meridionale (8 specie)
- Taraxella Wanless, 1984 — Malaysia, Indonesia (5 specie)
- Veissella Wanless, 1984 — Sudafrica (1 specie)
- Wanlessia Wijesinghe, 1992 — Taiwan, Borneo (2 specie)
- Yaginumanis Wanless, 1984 — Cina, Giappone (3 specie)